# Fußball-Verbandsliga Südwest 2013/14
Die Fußball-Verbandsliga Südwest 2013/14 war die sechste Saison der sechstklassigen Verbandsliga Südwest im regionalen Männerfußball des südlichen Teils des Landes Rheinland-Pfalz.

## Teilnehmer
Für die Spielzeit 2013/14 qualifizierten sich folgende Vereine, anders als in der Vorsaison gab es keine Absteiger aus der Oberliga:
- Die verbliebenen Mannschaften aus der Verbandsliga Südwest Saison 2012/13:
  - TSV Schott Mainz
  - TuS Hohenecken
  - TB Jahn Zeiskam
  - FV Dudenhofen
  - SG Rieschweiler
  - VfL Neustadt
  - FSV Offenbach
  - TSG Kaiserslautern
  - SpVgg Ingelheim
  - Südwest Ludwigshafen
  - Ludwigshafener SC
  - SG Blaubach-Diedelkopf
  - TDSV Mutterstadt

- Die Meister der Landesligen 2012/13:
  - SV Morlautern (West)
  - ASV Fußgönheim (Ost)

- Der Zweitplatzierte der Landesliga Ost 2012/13
  - Fortuna Mombach

## Abschlusstabelle
| Pl.               | Verein                 | Sp. | S  | U  | N  | Tore    | Diff. | Punkte |
| ----------------- | ---------------------- | --- | -- | -- | -- | ------- | ----- | ------ |
| 1.                | TSV Schott Mainz       | 30  | 26 | 3  | 1  | 097:210 | +76   | 81     |
| 2.                | Fortuna Mombach        | 30  | 20 | 3  | 7  | 074:320 | +42   | 63     |
| 3.                | TB Jahn Zeiskam        | 30  | 17 | 5  | 8  | 086:490 | +37   | 56     |
| 4.                | SV Morlautern (N)      | 30  | 15 | 8  | 7  | 053:350 | +18   | 53     |
| 5.                | SG Rieschweiler        | 30  | 14 | 4  | 12 | 072:510 | +21   | 46     |
| 6.                | FV Dudenhofen          | 30  | 13 | 7  | 10 | 058:440 | +14   | 46     |
| 7.                | FSV Offenbach          | 30  | 14 | 4  | 12 | 054:540 | ±0    | 46     |
| 8.                | SpVgg Ingelheim        | 30  | 8  | 15 | 7  | 043:460 | −3    | 39     |
| 9.                | TuS Hohenecken         | 30  | 12 | 3  | 15 | 036:610 | −25   | 39     |
| 10.               | ASV Fußgönheim (N)     | 30  | 11 | 5  | 14 | 059:670 | −8    | 38     |
| 11.               | TDSV Mutterstadt       | 30  | 10 | 6  | 14 | 039:520 | −13   | 36     |
| 12.               | VfL Neustadt           | 30  | 9  | 4  | 17 | 034:500 | −16   | 31     |
| 13.               | Ludwigshafener SC      | 30  | 7  | 10 | 13 | 036:530 | −17   | 31     |
| 14.               | Südwest Ludwigshafen   | 30  | 8  | 4  | 18 | 045:790 | −34   | 28     |
| 15.               | SG Blaubach-Diedelkopf | 30  | 7  | 4  | 19 | 041:810 | −40   | 25     |
| 16.               | TSG Kaiserslautern     | 30  | 4  | 5  | 21 | 028:860 | −58   | 17     |
| Stand: Saisonende |                        |     |    |    |    |         |       |        |

Als Meister stieg der TSV Schott Mainz mit 18 Punkten Vorsprung auf den Zweiten, dem FC Fortuna Mombach, in die Oberliga auf. Mombach durfte bedingt durch ihren zweiten Platz auch an einer Aufstiegsrunde teilnehmen, dort platzierte sich die Mannschaft jedoch nur auf dem zweiten Platz, hinter dem FV 07 Diefflen, womit die Mannschaft nicht aufsteigen durfte. Der SV Südwest Ludwigshafen und die TSG Kaiserslautern mussten nach dieser Saison in ihre jeweilige Landesliga absteigen. Die SG Blaubach-Diedelkopf musste nach der Saison Insolvenz anmelden, stieg rein sportlich bereits vorher aber auch ab.
Als Aufsteiger kamen zur nächsten Saison aus der Landesliga als Meister der FK Pirmasens II (West) sowie der VfR Kandel (Ost). Zwischen den Zweitplatzierten der Landesligen, dem TuS Rüssingen (West) und der DJK-SV Phönix Schifferstadt (Ost), gab es noch eine Aufstiegsrunde, welche im Hinspiel in Schifferstadt mit einem 0:1-Sieg für die TuS ausging und im Rückspiel in Rüssingen in einem 2:1-Heimsieg endete. Damit stieg der TuS Rüssingen zur nächsten Saison ebenfalls auf.
| (A) | Aufsteiger aus der Oberliga Rheinland-Pfalz/Saar 2012/13 |
| (N) | Aufsteiger aus den Landesligen 2012/13                   |